# Vural Öger
Vural Öger (ur. 1 lutego 1942 w Ankarze) – niemiecki polityk i przedsiębiorca tureckiego pochodzenia, poseł do Parlamentu Europejskiego VI kadencji.

## Życiorys
W Niemczech osiedlił się w 1960. Ukończył studia z zakresu inżynierii na Uniwersytecie Technicznym w Berlinie. W 1973 założył pierwszą firmę turystyczną sygnowaną swoim nazwiskiem, oferującą wycieczki do Turcji. Na jej bazie w 1990 powstała sieć biur podróży Öger Group. Zaangażował się także w działalność fundacji niemiecko-tureckiej.
W wyborach w 2004 z listy Socjaldemokratycznej Partii Niemiec uzyskał mandat deputowanego do Parlamentu Europejskiego. Był m.in. członkiem grupy socjalistycznej, Komisji Spraw Zagranicznych oraz Komisji Handlu Międzynarodowego. W 2009 nie ubiegał się o reelekcję.
Odznaczony Krzyżem Zasługi na Wstędze Orderu Zasługi Republiki Federalnej Niemiec (2001).